# Batalha de Placência (271)
A Batalha de Placência (em latim: Placentia; em italiano:  Piacenza) foi travada em 271 entre as forças do Império Romano lideradas pelo imperador Aureliano e os jutungos, uma tribo germânica, perto da moderna cidade italiana de Placência.

## Contexto
Desde o inverno de 270, o exército romano vinha continuamente lutando para expulsar os vândalos que haviam cruzado a fronteira do Danúbio. A campanha acabou em sucesso, mas os jutungos se aproveitaram da oportunidade e invadiram a Itália, contando com a ausência do exército. O imperador Aureliano, que estava na Panônia com suas forças para supervisionar a retirada dos vândalos, rapidamente marchou de volta para a Itália mas, ao se aproximar de Mediolano (a moderna Milão), foi informado de que o inimigo já estava marchando para o sudeste depois de ter saqueado Placência. De acordo com o chamado Continuator anônimo de Dião Cássio, ele imediatamente enviou-lhes uma mensagem exigindo a rendição completa. Os jutungos rejeitaram a proposta ao responder que se o imperador quisesse desafiá-los eles lhe mostrariam como é um povo livre é capaz de lutar.

## Batalha e consequências
Finalmente, o jutungos pegaram de surpresa o cansado exército romano numa emboscada em um bosque perto de Placência e o imperador foi derrotado.
As notícias desta humilhante derrota ocasionaram dois levantes militares de curta duração. Os jutungos continuaram pela Via Emília com a firme intenção de chegar a Roma. Como já não havia mais nenhuma outra força entre os invasores e a capital, o pânico se instaurou na cidade, que havia crescido muito além das antigas muralhas. De acordo com a "História Augusta", os Livros Sibilinos foram consultados e diversas cerimônias religiosas foram realizadas para assegurar a ajuda dos deuses. Uma tragédia foi finalmente evitada quando o imperador derrotou decisivamente os jutungos na Batalha de Fano, iniciando uma grande celebração por toda a cidade.